# 1954-es finn labdarúgó-bajnokság (első osztály)
Az 1954-es finn labdarúgó-bajnokság (Mestaruussarja) a finn labdarúgó-bajnokság legmagasabb osztályának huszonnegyedik alkalommal megrendezett bajnoki éve volt. A pontvadászat 10 csapat részvételével zajlott. A bajnokságot a Pyrkivä Turku csapata nyerte.

## Bajnokság végeredménye
| #  | Csapat            | M  | Gy | D | V  | RG | KG | Pont |
| -- | ----------------- | -- | -- | - | -- | -- | -- | ---- |
| 1  | Pyrkivä Turku (B) | 18 | 10 | 6 | 2  | 42 | 20 | 26   |
| 2  | KuPS Kuopio       | 18 | 8  | 6 | 4  | 38 | 23 | 22   |
| 3  | HJK Helsinki      | 18 | 9  | 4 | 5  | 31 | 18 | 22   |
| 4  | VIFK Vaasa        | 18 | 8  | 4 | 6  | 28 | 26 | 20   |
| 5  | TuTo Turku        | 18 | 7  | 4 | 7  | 35 | 28 | 18   |
| 6  | KTP Kotka         | 18 | 8  | 2 | 8  | 25 | 26 | 18   |
| 7  | KIF Helsinki      | 18 | 6  | 6 | 6  | 20 | 25 | 18   |
| 8  | Haka Valkeakoski  | 18 | 4  | 9 | 5  | 21 | 29 | 17   |
| 9  | Jäntevä Kotka (K) | 18 | 3  | 5 | 10 | 20 | 41 | 11   |
| 10 | KPT Kuopio (K)    | 18 | 2  | 4 | 12 | 19 | 43 | 8    |

## Külső hivatkozások
- Hivatalos honlap (finnül)
- Finnország – Az első osztály tabelláinak listája az RSSSF-en (angolul)